# Zentrale Hinrichtungsstätte
Eine zentrale Hinrichtungsstätte war ein für bestimmte administrative Gebietseinheiten örtlich für zuständig erklärter Standort zum Vollzug der Todesstrafe.
Die zentralisierte Vornahme von Hinrichtungen entsprang dem Gedanken einer Vereinfachung des Strafvollzugs und der Forderung nach einer weitestgehend geheimen Durchführung der Vollstreckungshandlung. Die gesetzlich angedrohte Todesstrafe wurde insbesondere im nationalsozialistischen Deutschland und in der DDR in zentralen Hinrichtungsstätten vollzogen.

## Deutsches Reich 1933–1945

### Einrichtung ab 1936
Im NS-Staat wurden zentrale Hinrichtungsstätten flächendeckend ab 1936 eingerichtet. Eine zentrale Hinrichtungsstätte gab es bis dahin nur in zwei Ländern, nämlich in Thüringen und Hessen (sämtliche Todesurteile Thüringens wurden im Gerichtsgefängnis Weimar durch das Fallbeil vollstreckt, Todesurteile in Hessen ebenfalls mit dem Fallbeil im Strafgefängnis Butzbach). In den übrigen Ländern wurde die Vollstreckung von Todesurteilen bis 1936 an dem Ort durchgeführt, der dem aburteilenden Gericht am nächsten lag.
Zur Methode der Hinrichtung hielt das jeweils zur damaligen Zeit gültige Strafgesetzbuch lediglich fest (§ 13), sie sei „durch Enthauptung zu vollstrecken.“ Einzelheiten waren nicht näher bestimmt. Die Mehrzahl der nördlichen Länder des Deutschen Reiches (etwa Preußen) gebrauchte bis Mitte der 1930er Jahre das Handbeil, andere Länder (etwa Bayern und Sachsen) Fallbeilgeräte. Die Vollstreckung der Todesurteile fand im „umschlossenen Raum“ einer Strafanstalt statt, womit lediglich ein mehr oder weniger gegen Sicht geschützter Platz bezeichnet wurde. Dies bedeutete, dass Hinrichtungen in den meisten deutschen Ländern unter freiem Himmel im Hof einer Strafanstalt, der meist nicht hinreichend gegen Einsicht geschützt war, stattfanden.
Im Zuge der nationalsozialistischen Gleichschaltung wurde die Todesstrafe nicht mehr in der Nähe des aburteilenden Gerichts vollzogen, sondern in der jeweilig zuständigen zentralen Hinrichtungsstätte. Die Einrichtung zentraler Hinrichtungsstätten im ganzen Reich war zudem eng mit der Einführung maschineller Enthauptungsgeräte (Fallbeil) verbunden. Auf Vorschlag von Reichsjustizminister Franz Gürtner bestimmte ein Führererlass vom 14. Oktober 1936: „Ist die Todesstrafe durch Enthaupten zu vollziehen, so ist das Fallbeil anzuwenden“.
Da nicht jede deutsche Strafanstalt über ein Fallbeilgerät verfügte, musste dieses häufig erst an den Ort der Vollstreckung gebracht werden. Die Geräte mussten wegen des Gewichtes (rund 500 kg) und der sperrigen Abmessungen (zum Teil über vier Meter Höhe) in Kisten zerlegt aufbewahrt und transportiert werden. Transport und Aufbau waren aufwendig, zeitraubend und kostspielig und erforderten darüber hinaus die Beteiligung zahlreicher Arbeitskräfte. Da der Aufbau des Fallbeilgerätes im Hof einer Strafanstalt vor Blicken nicht zu verbergen war, wurden einige wenige mit stationären Fallbeilgeräten in allseitig umschlossenen (überdachten) Räumen versehene Vollzugsstandorte als zentrale Hinrichtungsstätten ausgewählt. Einige Fallbeilgeräte waren jedoch für den Einbau in überdachten Räumen zu hoch, zudem auch veraltet und unzuverlässig. Man beschaffte daher neuere, modernere und vor allem kleinere Enthauptungsmaschinen. Aus den 240 Strafanstalten des Deutschen Reiches wurden 1936 elf zu ständigen Vollzugsorten der Todesstrafe bestimmt und dazu schrittweise bis Ende 1938 mit Hinrichtungstrakten und fest eingebauten Fallbeilgeräten ausgestattet. Die zum Tod Verurteilten wurden in oftmals aufwendigen und ausgedehnten Transporten zu den zuständigen zentralen Hinrichtungsstätten überstellt, wenn das aburteilende Gericht nicht zugleich auch Standort einer Hinrichtungsstätte war.

Zentrale Hinrichtungsstätten und Vollstreckungsbezirke im Deutschen Reich (1944)

Mit Kriegsbeginn im September 1939 ergingen aufgrund einer verschärften Strafgesetzgebung und der nationalsozialistischen Radikalisierung der Gerichte im Deutschen Reich Todesurteile in stetig steigender Zahl. Bis Ende 1944 wurden zehn Scharfrichterkommandos zusammengestellt, die die in so genannten Vollstreckungs- oder Scharfrichterbezirken zusammengefassten Vollstreckungsorte zu betreuen hatten. Sie hatten im Auftrag der Reichsjustizverwaltung, die bis Kriegsende 1945 die Anzahl der zentralen Hinrichtungsstätten unter Kriegsbedingungen (Treib- und Rohstoffmangel, Überlastung des Aufsichtspersonals an einer Stelle, Mangel an Transportkapazitäten, Gefährdung durch Luftangriffe) auf 22 erhöhte, die zum Tod Verurteilten zu enthaupten oder zu erhängen.

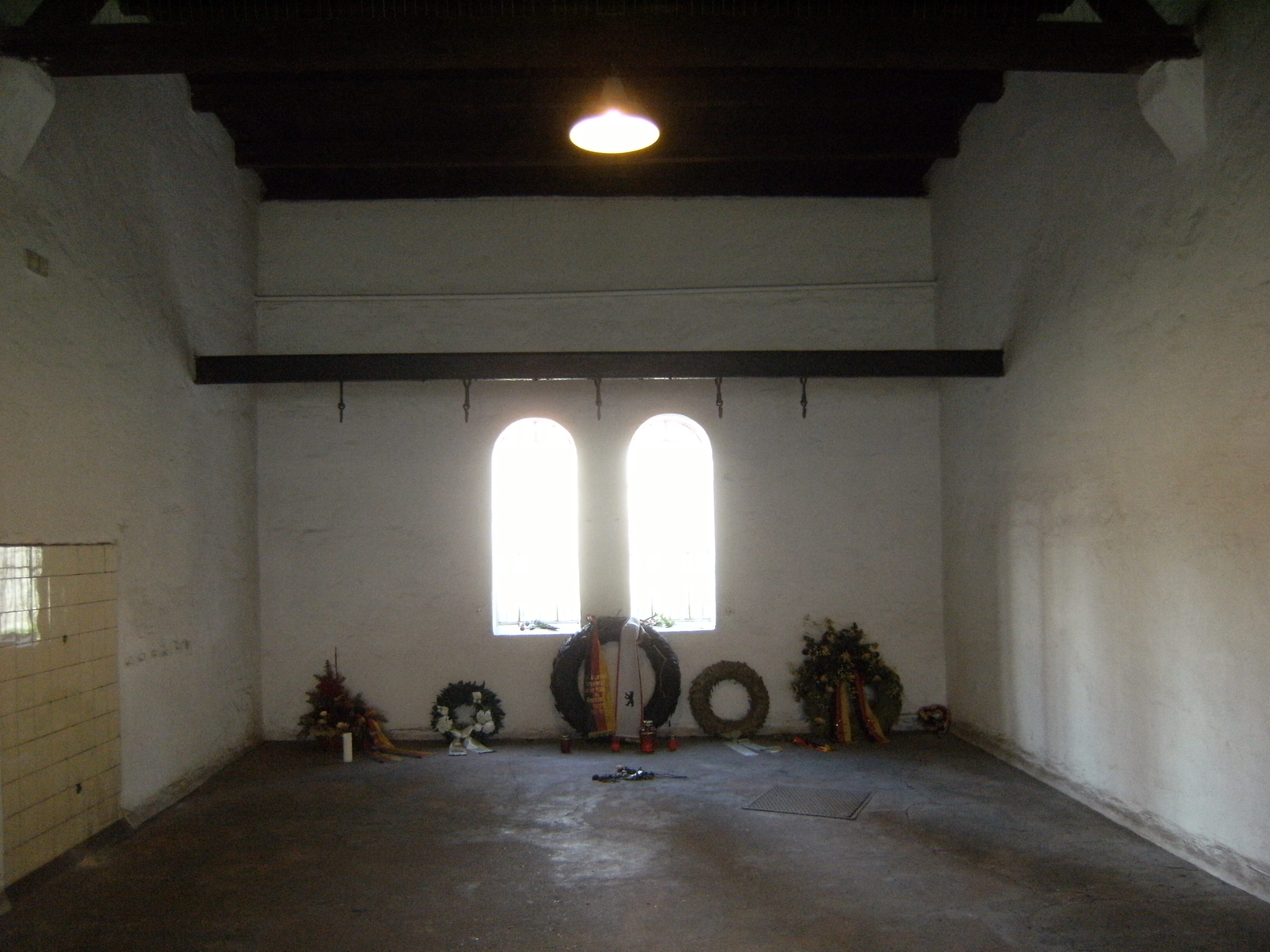
Hinrichtungsraum der Haftanstalt Berlin-Plötzensee mit Eisenschiene und Haken

Die Hinrichtung mittels Hängen war zwar durch das Gesetz über Verhängung und Vollzug der Todesstrafe vom 29. März 1933 wieder zugelassen, jedoch bis Ende 1942 im Kerngebiet des Deutschen Reiches nicht angewandt worden. Im Dezember 1942 wurden die führenden Mitglieder des „Schulze-Boysen/Harnack-Kreises“ auf Befehl Hitlers jedoch in der  Haftanstalt Berlin-Plötzensee erhängt, worauf in Deutschland wieder regelmäßig Exekutionen auf diese Art durchgeführt wurden (z. B. nach dem 20. Juli 1944). Im Zusammenhang mit den zu erwartenden Todesurteilen wurde am 15. Dezember 1942 im Hinrichtungsraum der Haftanstalt Berlin-Plötzensee eine Eisenschiene mit Fleischerhaken  angebracht, und bis Mitte 1943 wurden Vorkehrungen zum Vollzug der Todesstrafe durch Hängen auch in nahezu allen anderen zentralen Hinrichtungsstätten des Deutschen Reichs getroffen. Der Galgen wurde dabei zumeist im selben Raum wie das Fallbeilgerät installiert.
Die Erschießung war nur für die Vollstreckung kriegsgerichtlicher Todesurteile, aber auch als „Notvollstreckungslösung“ für den Fall des Versagens oder Defekts der Richtgeräte in den zentralen Hinrichtungsstätten und/oder bei Nichtverfügbarkeit der Scharfrichterkommandos vorgesehen. Als die Wehrmacht mit der Vollstreckung der eigenen (kriegsgerichtlichen) Todesurteile überlastet war, legte das Oberkommando der Wehrmacht zusammen mit dem Reichsministerium der Justiz 1943 fest, kriegsgerichtliche Todesurteile innerhalb des Reichsgebietes in den zentralen Hinrichtungsstätten der Reichsjustizverwaltung durch Enthaupten oder Hängen durchführen zu lassen. Die gezielte Verfolgung von Juden, „Zigeunern“, Polen und Russen wurde ab 1943 mehr und mehr der SS überlassen.

### Standorte im Jahr 1944
Im Dezember 1944 dienten die nachstehenden zentralen Hinrichtungsstätten im Deutschen Reich neben dem Vollzug von Freiheitsstrafen auch dem Vollzug der Todesstrafe durch Enthauptung oder Hängen:
| Vollstreckungsbezirk | Vollzugsanstalt(en)                                                                                          | zuständiger Scharfrichter | mit Wohnort in |
| -------------------- | --- | ------------------------- | -------------- |
| I                    | Strafgefängnis Posen                                                                                         | Gottlob Bordt             | Posen          |
| II                   | Untersuchungsgefängnis Königsberg Untersuchungshaftanstalt Danzig                                            | Karl Henschke             | Königsberg     |
| III                  | Strafgefängnis Breslau Haftanstalt Kattowitz                                                                 | August Köster             | Kattowitz      |
| IV                   | Strafgefängnis Berlin-Plötzensee Zuchthaus Brandenburg-Görden                                                | Wilhelm Röttger           | Berlin         |
| V                    | Untersuchungshaftanstalt Hamburg-Stadt (ab Mitte Dez. 1944 Zuchthaus Dreibergen) Strafgefängnis Wolfenbüttel | Friedrich Hehr            | Hannover       |
| VI                   | Untersuchungsgefängnis Dresden Gerichtsgefängnis Weimar Zuchthaus Halle (Saale)                              | Alfred Roselieb           | Halle (Saale)  |
| VII                  | Strafgefängnis Köln-Klingelpütz Untersuchungshaftanstalt Dortmund Zuchthaus Frankfurt a. M.-Preungesheim     | Johann Mühl               | Köln           |
| VIII                 | Strafgefängnis München-Stadelheim Untersuchungsgefängnis Stuttgart Zuchthaus Bruchsal                        | Johann Reichhart          | München        |
| IX                   | Untersuchungshaftanstalt Prag-Pankratz                                                                       | Alois Weiß                | Prag           |
| X                    | Untersuchungshaftanstalt Wien I Untersuchungshaftanstalt Graz                                                | Fritz Ulicky              | Wien           |

## Deutsche Demokratische Republik
In der DDR wurden die Todesurteile bis 1952 dezentral in der Hoheit der Länder vollstreckt. Für Sachsen beispielsweise sind insgesamt fünf Hinrichtungsorte verbürgt: Dresden, Zwickau, Waldheim, Luckau und Coswig (Anhalt). Mit Abschaffung der Länder und Gründung von Bezirken nach sowjetischem Vorbild wurde eine zentrale Hinrichtungsstätte für die gesamte DDR eingerichtet.

### Standort Dresden (1952–1956)
In der DDR war ab 1952 eine zentrale Hinrichtungsstätte im Gebäude des ehemaligen königlich-sächsischen Landgerichts in Dresden in Betrieb. Diese war während der nationalsozialistischen Diktatur als zentrale Hinrichtungsstätte für die sächsischen Gerichtsbezirke eingerichtet worden und wurde bis 1955 genutzt. Die zum Tode Verurteilten wurden mit einem aus dem „Dritten Reich“ stammenden Fallbeil – das kurz vor Kriegsende beseitigt, danach jedoch wieder geborgen und hergerichtet worden war – enthauptet.
Die Leichen der Hingerichteten wurden unter größter Geheimhaltung zum nahe gelegenen Krematorium Tolkewitz gebracht und dort anonym verbrannt. Die Asche der Hingerichteten wurde im Anschluss in einem unbepflanzten Teil des Urnenhains in der „Sammelstelle C, Feld III“, vergraben. 1957 wurde das Dresdner Gerichtsgebäude schließlich von der TU Dresden übernommen.

### Standort Leipzig (1956–1987)

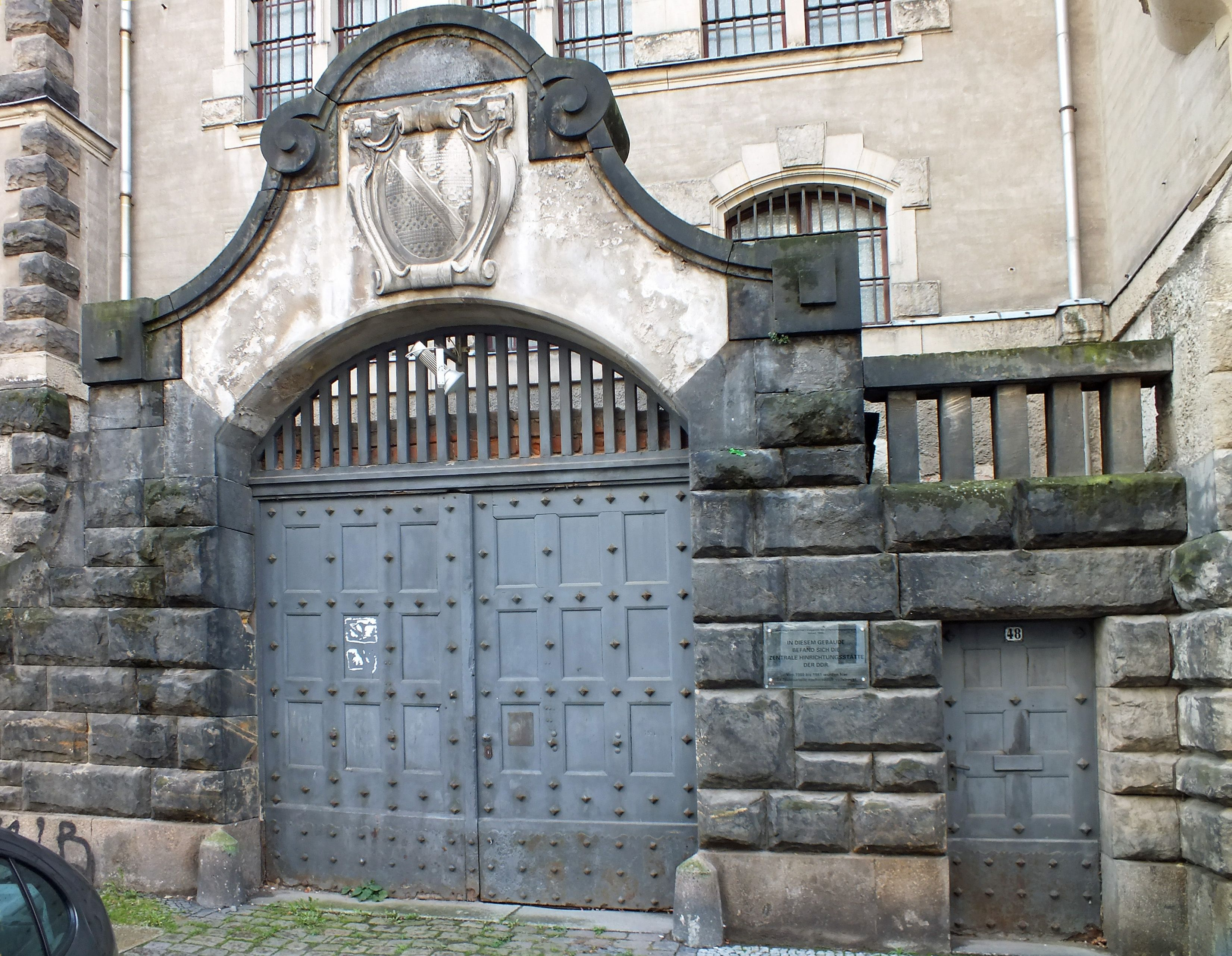
Eingang zur zentralen Hinrichtungsstätte Leipzig
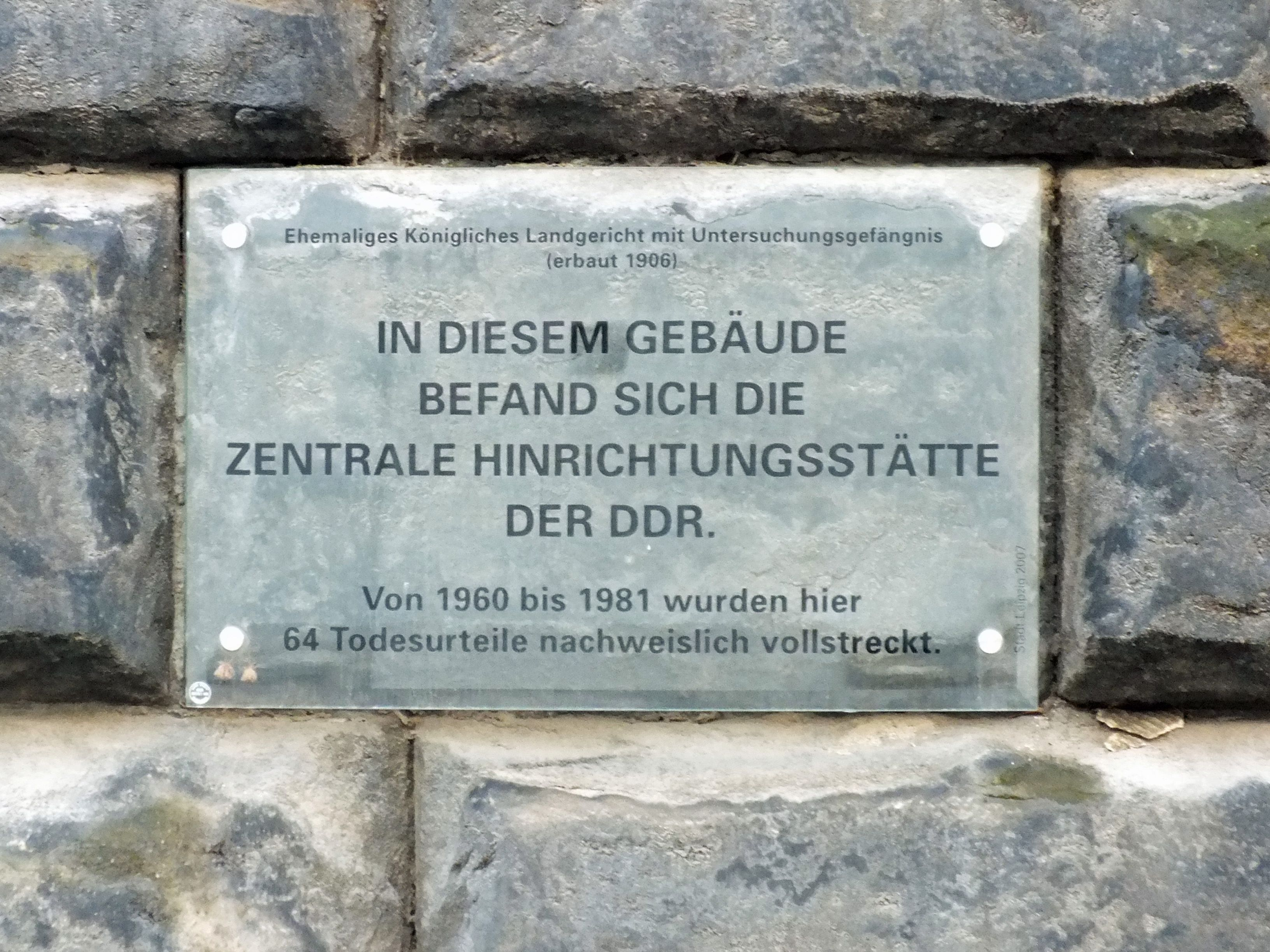
Gedenktafel am Eingang

1956 beschloss man, die zentrale Hinrichtungsstätte nach Leipzig zu verlegen. Von 1960 bis 1981 befand sie sich dort in der Strafvollzugsanstalt im Gebäude des ehemaligen Königlichen Landgerichts. Im Erdgeschoss der Arndtstraße 48 wurden insgesamt 64 Menschen hingerichtet. Zunächst geschah dies weiterhin mit dem Fallbeil, ab 1968 durch Erschießen (unerwarteter Nahschuss in das Hinterhaupt des Verurteilten). Als Schütze bei Hinrichtungen fungierte von 1969 bis 1981 der Hauptmann Hermann Lorenz. Die Erschießung fand in demselben Raum statt, in dem vormals die Verurteilten enthauptet worden waren. Dort fand am 26. Juni 1981 auch die letzte Hinrichtung in der DDR statt (Werner Teske), bevor der Staatsrat am 17. Juli 1987 die Abschaffung der Todesstrafe verkündete, die schließlich nach Volkskammerbeschluss im Dezember 1987 in das Strafgesetzbuch der DDR einfloss.
Die Leichen der Hingerichteten wurden unter größter Geheimhaltung zum nahe gelegenen Südfriedhof gebracht und anonym verbrannt. In den Krematoriumsbüchern stehen keine Namen, sondern lediglich der Vermerk „Anatomie“. Die Asche wurde anonym bestattet.

#### Erinnerungsort
Eine vom Leipziger Künstler Gerd E. Nawroth gestaltete Tafel an der Hausmauer erinnert seit 2008 an die seit dem Auszug der Justizvollzugsanstalt im Jahr 2001 unter Denkmalschutz gestellte ehemalige Hinrichtungsstätte. Derzeit sind die Räume nur zu ausgewählten Anlässen zugänglich, Ziel sind jedoch museale Erschließung und Gestaltung eines dauerhaften Erinnerungsortes. In Zukunft soll der historische Ort regelmäßig für Interessenten zugänglich sein. Das „Bürgerkomitee Leipzig e. V.“ arbeitet im Auftrag des Sächsischen Staatsministeriums der Justiz an einem Konzept für den Erhalt der früheren Hinrichtungsstätte und deren Nutzung als justizgeschichtlichem Erinnerungsort. Im Juni 2016 teilte die Stiftung Sächsischer Gedenkstätten mit, dass die Neugestaltung der Räume beginnen könne.